# Marc-Louis Arlaud
Pour les articles homonymes, voir Arlaud.
Marc-Louis Arlaud né le 26 septembre 1772 à Orbe et mort le 1er mai 1845 à Lausanne, est un peintre portraitiste suisse. Il fut le premier directeur de l'école cantonale vaudoise de dessin et le premier conservateur du Musée cantonal des beaux-arts de Lausanne.

## Biographie
Marc-Louis est le fils de Théodore et de Suzanne Tallichet. Il suit l'école à Orbe, puis à Yverdon. Sa formation artistique est tout d'abord assurée chez ses cousins miniaturistes Louis-Ami Arlaud-Jurine et Jérémie Arlaud à Genève. Puis il se rend à Paris en 1797 où il travaille dans l'atelier du miniaturiste Antoine-Louis Romanet avant de suivre l'enseignement de Jacques-Louis David, dès 1799. 
Il devient bourgeois d'Orbe en 1802, en même temps que son père. 
Il est expulsé de France en 1811 pour délit d'opinion concernant  le régime de Napoléon et rentre à Lausanne. Il y ouvre un atelier et enseigne le dessin. Le 18 mai 1821, le Grand Conseil adopte un décret du Conseil d'État et une école de dessin est créée à Lausanne. En 1822, l'Académie de Lausanne met au concours le poste de directeur de la nouvelle école. Arlaud est nommé et entre en fonction le 10 décembre 1822. Il conserve ce poste jusqu'à sa mort.
Désireux de voir s'établir à Lausanne un musée des beaux-arts, il fait don de 34 000 francs dans ce but à la ville. En échange, il demande qu'une rente lui soit versée jusqu'à sa mort. Son offre est acceptée en juin 1834. Le Musée Arlaud, réalisé par l'architecte Louis Wenger (1809-1861) et inauguré le 1er janvier 1841 prend son nom. Arlaud en est nommé conservateur et le dirigera jusqu'en 1844, enrichissant la collection du musée, qui ne comptait alors que le legs fait par Abraham-Louis-Rodolphe Ducros en 1816, de ses propres œuvres et de toiles de sa collection. Il se procure de plus des œuvres d'artistes contemporains.

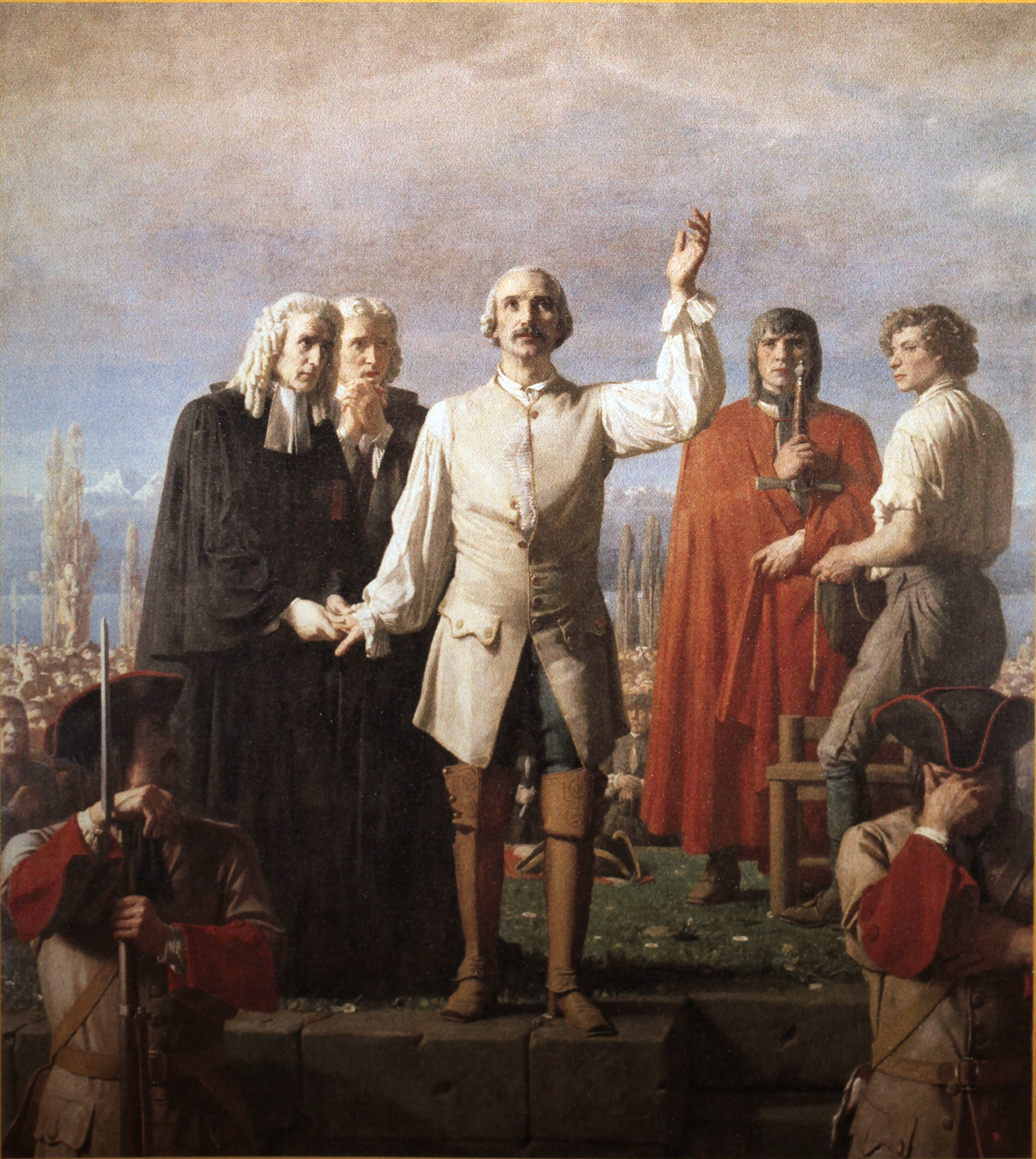
L'exécution du major Davel, par Charles Gleyre.

La maladie l'oblige à rester alité dès la fin de 1844 et il décède le 1er mai 1845 à Lausanne, dans son appartement de la rue de la Tour n°8 (actuelle rue Neuve n°8). Il est enseveli au cimetière de la Pontaise. Il lègue au gouvernement vaudois 2 500 francs pour être employé à l'achat d'un tableau qui sera commandé au peintre [Charles] Gleyre, actuellement à Paris. Ce tableau devra reproduire un des traits les plus saillants et caractéristiques de l'histoire du major Davel et de la tentative qu'il fit pour l'affranchissement du Pays de Vaud. Cette célèbre huile sur toile, représentant Davel à l'échafaud, achevée en 1850, a été victime d'un acte de vandalisme et délibérément détruite par le feu en 1980.
Les œuvres du Musée Arlaud son transférées en 1904 au Palais de Rumine. Le musée prend alors le nom de Musée cantonal des beaux-arts de Lausanne. Le bâtiment du Musée Arlaud offre, depuis avril 1997, de nouvelles surfaces d'exposition qui permettent de désengorger le musée des beaux-arts et les musées de sciences et d’histoire qui y organisent régulièrement des expositions temporaires.

## Toponymes
Marc-Louis Arlaud a donné son nom à des escaliers et à une place, tous deux à Lausanne :
- Escaliers Marc-Louis-Arlaud : de la place de la Riponne à la rue de la Louve, à gauche de l'Espace Arlaud (décision municipale de 1971). Ils ont été partiellement remplacés par des escaliers mécaniques lors de la construction de la station Riponne - Maurice Béjart du métro.
- Place Marc-Louis-Arlaud : entre l'Espace Arlaud et la rue de la Louve (décision municipale de 1971).
- Le Musée Arlaud (dit aujourd'hui aussi Espace Arlaud)[4] a été financé par Louis Arlaud et construit en 1834 par l'architecte Louis Wenger[5].

## Sources
- « Marc-Louis Arlaud », sur la base de données des personnalités vaudoises sur la plateforme « Patrinum » de la Bibliothèque cantonale et universitaire de Lausanne.
- « Marc-Louis Arlaud » dans le Dictionnaire historique de la Suisse en ligne.
- Émile Bonjour, Le musée Arlaud à Lausanne 1841-1904 : Son fondateur, Marc-Louis Arlaud - Ses bienfaiteurs - Son histoire - Son avenir - Charles Gleyre et le canton de Vaud. Lausanne : Impr. Georges Bridel & Cie, 1905. (OCLC 81006973)
- Louis Polla, Rues de Lausanne, Lausanne, éditions 24 heures, 1981, 81-82 p. (ISBN 2-8265-0050-3)

- Notices d'autorité :   - VIAF
  - ISNI
  - LCCN
  - GND
  - WorldCat